# The Culinary Institute of America
O Instituto Culinário da América (CIA) é uma instituição privada de ensino superior, sem fins de lucro, especializada em Ensino de Artes Culinárias e de Confeitaria. O campus principal do CIA encontra-se em Hyde Park no estado de Nova Iorque, com campi secundários em Santa Helena e Napa na Califórnia; e San Antonio, no Texas; e na República de Cingapura. O CIA também oferece ensino continuado para profissionais no ramo de hospitalidade, conferências e serviços de consultoria, classes recreacionais para não-profissionais e a Escola de Negócios Alimentares (Food Business School), seu centro para ensino executivo e de pós-graduação. O Instituto emprega cerca de 170 professores, com vários chefes de cozinha-mestres certificados pela associação profissional American Culinary Federation (Federação Culinária Americana), bem como confeiteiros-mestres certificados pela associação Retail Bakers of America (Confeiteiros Varejistas da América). O CIA tem mais de 48.000 ex-alunos em praticamente todas as áreas do ramo gastronômico.
O Instituto oferece diplomas de associado em Artes Culinárias e Confeitaria em seus campi nos estados de Nova York, Califórnia e Texas, e diplomas de bacharelado em Administração, Ciências Culinárias e Estudos Alimentares Aplicados em seu campus de Nova York. Cada programa inclui um estágio de 15 semanas numa operação de serviços alimentares aprovada pelo CIA e trabalho prático nos restaurantes situados no campus. Nos programas de bacharelado, as áreas de enfoque incluem ensino avançado de enologia, bebidas e hospitalidade; cozinhas latinas; conceitos avançados em confeitaria; empresariado (lançamento de um negócio); cozinha fazenda-à-mesa; e cozinhas asiáticas. A maioria dessas áreas inclui um semestre fora dos campi CIA da Califórnia, Texas ou Singapura. Os programas de bacharelado do Instituto são acreditados pela Middle States Commission on Higher Education (Comissão de Ensino Superior dos Estados Centrais).